# Ådne Søndrål
Ådne Søndrål (Notodden, 10 maggio 1971) è un ex pattinatore di velocità su ghiaccio norvegese.
Ha partecipato a quattro edizioni dei giochi olimpici invernali (1992, 1994, 1998 e 2002) conquistando complessivamente tre medaglie.

## Palmarès
Olimpiadi
- 3 medaglie:
  - 1 oro (1500 m a Nagano 1998)
  - 1 argento (1500 m a Albertville 1992)
  - 1 bronzo (1500 m a Salt Lake City 2002)

Mondiali - Distanza singola
- 10 medaglie:
  - 4 ori (1000 m a Varsavia 1997, 1500 m a Calgary 1998, 1000 m a Nagano 2000, 1500 m a Salt Lake City 2001)
  - 6 argenti (1000 m a Hamar 1996, 1500 m a Hamar 1996, 1500 m a Varsavia 1997, 1500 m a Heerenveen 1999, 1500 m a Nagano 2000, 1000 m a Salt Lake City 2001)